# Suctobelbila peruensis
Suctobelbila peruensis är en kvalsterart som beskrevs av Woas 1986. Suctobelbila peruensis ingår i släktet Suctobelbila och familjen Suctobelbidae. Inga underarter finns listade i Catalogue of Life.